# Heinrich II. (Brabant)

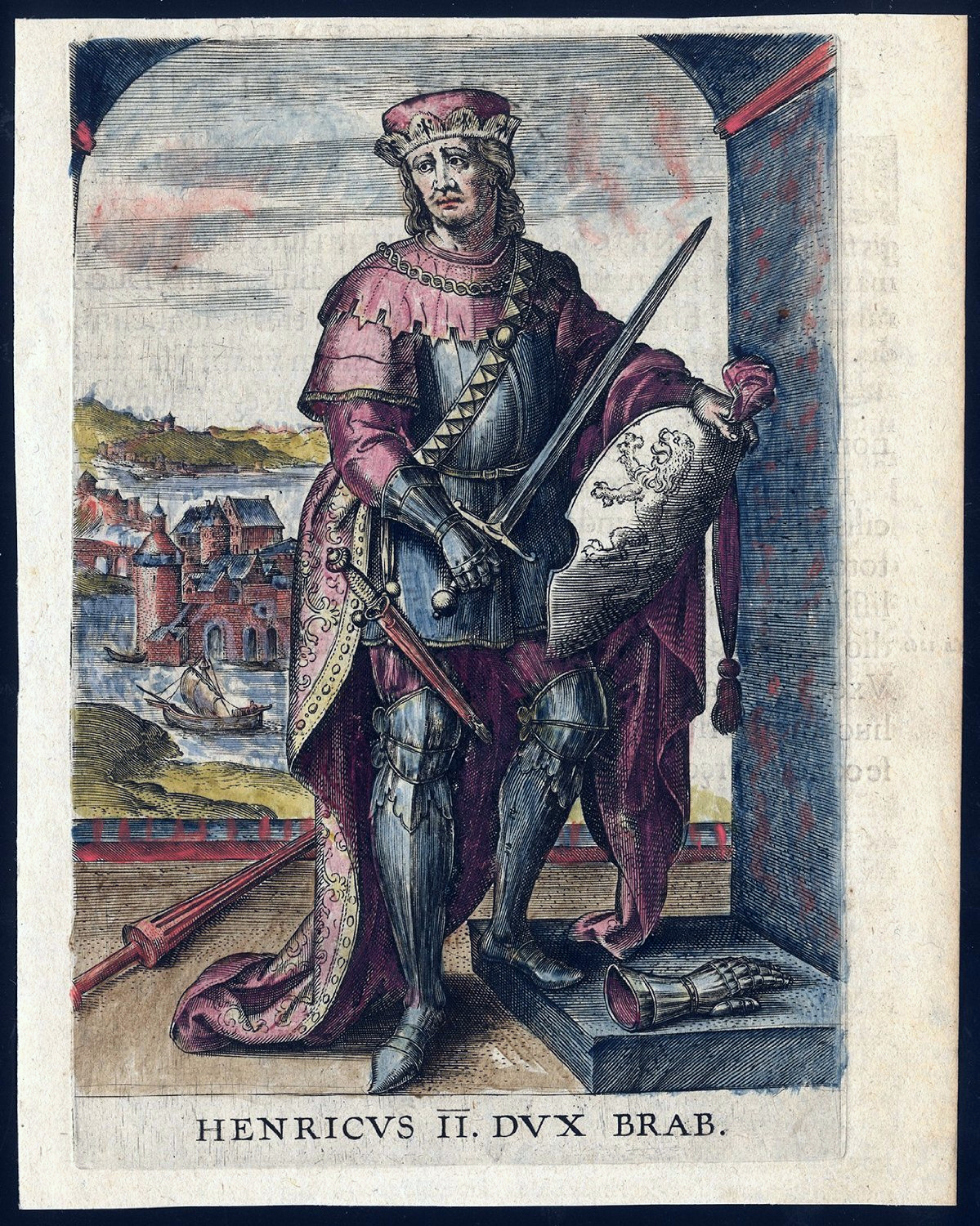
Heinrich II., Herzog von Brabant, Darstellung um 1600

Heinrich II. (französisch: Henri II de Brabant, niederländisch: Hendrik II van Brabant) (* 1207; † 1. Februar 1248 in Löwen) war Herzog von Brabant und Niederlothringen seit dem Tod seines Vaters Heinrich I. 1235.
Er gehörte zu den Unterstützern seines Neffen Wilhelm von Holland, als dieser zum römisch-deutschen König gewählt worden war.

## Nachkommen
Heinrich II. heiratete in erster Ehe Maria von Staufen (* März/April 1196, † vor 1235 in Löwen), Tochter des deutschen Königs Philipp von Schwaben. Heinrich und Maria hatten sechs Kinder:
1. Heinrich III. Herzog von Brabant († 1261)
  1. ⚭ 1251 Alix von Burgund
2. Philipp († jung)
3. Mathilde (* 1224; † 29. September 1288)
  1. ⚭ 4. Juni 1237 in Compiègne Robert I. Graf von Artois;
  2. ⚭ vor 31. Mai 1254 Guido II. von Châtillon, Graf von Saint-Pol.
4. Beatrix von Brabant (* 1225; † 1288)
  1. ⚭ 10. März 1241 auf der Creuzburg Heinrich Raspe, Landgraf von Thüringen;
  2. ⚭ November 1247 in Löwen Wilhelm von Dampierre, Graf von Flandern (* 1224; † 6. Juni 1251).
5. Maria von Brabant (* um 1226; † 18. Januar 1256 in Donauwörth); ⚭ Ludwig der Strenge Herzog von Oberbayern; sie wurde von ihrem Mann wegen des Verdachts der Untreue hingerichtet.
6. Margarethe († 14. März 1277), Äbtissin von Herzogenthal.

In zweiter Ehe heiratete Heinrich Sophie von Thüringen (* 20. März 1224; † 29. Mai 1275), Tochter des Landgrafen von Thüringen, Ludwig IV. und der hl. Elisabeth, von der er zwei Kinder bekam:
1. Heinrich I. (* 1244; † 1308), 1263 Landgraf von Hessen.
2. Elisabeth (* 1243; † 9. Oktober 1261), ⚭ Braunschweig 13. Juli 1254 Albrecht I. Herzog von Braunschweig-Lüneburg

Heinrich II. wurde in Villers-la-Ville begraben.